# Francisco Soñé
Juan Francisco „Pancho“ Soñé (* 1860 in Jarabacoa; † 10. Januar 1949 in Concepción de la Vega) war ein dominikanischer Komponist, Musikpädagoge, Dirigent und Klarinettist.
Soñé hatte Musikunterricht bei Padre Andrés Requena, José Curbelo und José Julio Acosta in Concepción de la Vega. Er spielte als Klarinettist in verschiedenen Orchestern und wurde Dirigent der Banda Musical der Stadt. 1890 gründete er hier die Academia de Música, aus der Musiker wie Luis Alberti, Juan Bautista Espínola Reyes, Rafael Martínez Alba, Francisco Gil Valencia, Aníbal de Peña und Gabriel del Orbe hervorgingen.
Soñé war mit der Mandolinistin Elvira García Virita (Mama Vira) (* 21. Oktober 1875 in La Vega, 25. Juli 1971 in Santo Domingo) verheiratet. Das kinderlose Paar nahm immer wieder mittellose junge Musiker bei sich auf. Als überzeugte Kommunisten trugen sie nach 1917 zur Verbreitung kommunistischer Ideen in La Vega bei. Elvira Gracía korrespondierte nach dem Sturz der Trujillo-Diktatur mit Fidel Castro und wurde von diesem mit einer Medaille als erste dominikanische Kommunistin ausgezeichnet.
Neben Liedern (u. a. nach Gedichten seiner Frau) komponierte Soñé Walzer, Dancas und Mazurkas. 1970 wurde die Escuela de Bellas Artes von La Vega nach ihm benannt.